# South Saturn Delta
Albums de Jimi Hendrix
Experience Hendrix: The Best of Jimi Hendrix
(1997) Live at the Oakland Coliseum
(1998)
South Saturn Delta est un album posthume de Jimi Hendrix paru par Experience Hendrix LLC le 7 octobre 1997. Dans un contexte de remise à plat du catalogue de Jimi Hendrix qui a commencé avec First Rays of the New Rising Sun six mois plus tôt, l'album comporte un mélange d'enregistrements inédits avec ceux déjà parus sur d'anciens albums posthumes non réédités (principalement Rainbow Bridge et War Heroes).

## Historique et publication
Depuis la mort de Jimi Hendrix le 18 septembre 1970, l'héritage discographique a d'abord été géré par son ancien manager Michael Jeffery de 1970 jusqu'à sa mort en 1973, puis par le producteur Alan Douglas entre 1974 et 1995. Durant ces deux périodes, la qualité des albums posthumes est souvent inégale, voire provoque des controverses - principalement durant la période Douglas avec Crash Landing. Si les deux premières décennies présentent une certaine continuité, les années 1990 marquent une volonté de remise en ordre du patrimoine.
En 1995, le père de Hendrix (Al) et sa demi-sœur adoptive (Janie) reprend le contrôle de l'héritage musicale en créant la société Experience Hendrix LLC et décident de recourir aux services d'Eddie Kramer et de l'archiviste John McDermott,.
La reprise en main du catalogue par la famille (Experience Hendrix LLC) se traduit ainsi le 22 avril 1997 par la réédition des quatre albums sortis du vivant de Hendrix (Are You Experienced - augmenté des faces A et B des singles Hey Joe, Purple Haze et The Wind Cries Mary; Axis: Bold As Love, Electric Ladyland et Band of Gypsys), ainsi que de First Rays of the New Rising Sun, qui remplace The Cry of Love dans le rôle du cinquième album de Jimi Hendrix. Cette campagne de réédition est suivie cinq mois plus tard par la sortie de la compilation Experience Hendrix: The Best of Jimi Hendrix regroupant les titres les plus connus de son répertoire.
C'est dans ce contexte que le mois suivant, Experience Hendrix LLC propose un nouvel album posthume intitulé South Saturn Delta. Ce nouveau recueil d'enregistrements studio de Jimi Hendrix mélange inédits et titres bien connus du catalogue, indisponibles ou jamais réédités en CD. Il a pour but de terminer le remplacement des albums posthumes publiés par Michael Jeffery dans les années 1970.

## Contenu
South Saturn Delta rassemble des titres de tous les groupes de Jimi Hendrix, en faisant abstraction de toute considération chronologique.
Look Over Yonder est un inédit de l'Experience enregistré le 22 octobre 1968 aux studios TTG. Bien qu'enregistré après la publication d'Electric Ladyland, le morceau est absent des listes manuscrites des titres potentiels du quatrième album studio du guitariste, ni dans ses interviews[réf. nécessaire]. Le titre n'a fait l'objet d'aucune tentative en concert. Pour autant, c'est un titre solide du Jimi Hendrix Experience, très rock. Le style est plus proche des débuts de l'Experience, dont les origines remontent à 1967 (une démo intitulé Mr. Bad Luck était enregistrée en mai 1967). Ce titre était déjà paru en 1971 dans l'album Rainbow Bridge.
L'album présente deux démos de la chanson Angel (présente sur First Rays of the New Rising Sun) : Little Wing, enregistré le 14 octobre 1967, et Sweet Angel le 13 novembre 1967. Si la première version est un instrumental présentant une version embryonnaire de Angel, où Hendrix explore la grille d'accords, accompagné par Mitch Mitchell, on retrouve la seconde dans une version plus complète sur le disque 2 du coffret pourpre The Jimi Hendrix Experience Box Set.
Here He Comes [Lover Man] est un inédit enregistré aux studios T.T.G. le 29 octobre 1968 dans une veine très rock, proche du Look Over Yonder enregistré une semaine plus tôt. La version présentée ici reprend la grande tradition des hybrides d'Alan Douglas : différentes prises ont été utilisées pour parvenir au résultat final.
Suit une chute de Electric Ladyland, déjà connue des amateurs : South Saturn Delta. On notera que c'est plus l'arrangement des cuivres et la batterie qui donnent le côté jazz de cette prise, car la composition reste très Hendrixienne. La prise n'est pas forcément totalement aboutie, mais elle est très intéressante : elle montre l'intérêt du guitariste pour le jazz, et en même temps permet d'entendre ce qui le sépare de cet univers. Enregistrée le 14 juin 1968, elle fut disponible un moment sur Live and Unreleased: The Radio Show, mais dans une version éditée, et avec des notes de pochettes trompeuses.
Power Of Soul, enregistré au Record Plant le 21 janvier 1970, est la première version studio officielle de ce classique du Band Of Gypsys depuis la version proposée par Alan Douglas sur Crash Landing. Hendrix a beaucoup travaillé sur ce titre, et il est légitime d'en présenter une version studio. D'autant que les arrangements vocaux sont différents de la version live.
Message To The Universe [Message To Love], enregistré au Hit Factory le 28 août 1969 est le premier témoignage studio officiel du Gypsy Sun & Rainbows. Cette version, sans doute enregistrée Live en studio n'est pas terminée : le chant est loin d'être parfaitement posé.
Tax Free est une chute de l'album Electric Ladyland, composée par un duo suédois (Bo Hansson & Janne Karlsson), souvent jouée « live » par l'Experience. Déjà parue en 1972 dans l'album War Heroes, cette prise, enregistrée le 1er mai 1968, est de premier ordre. Le groupe impressionne par sa cohésion et sa puissance. Les trois parties de guitare de Jimi Hendrix sont parfaitement imbriquées les unes aux autres : ses talents d'arrangeur et d'improvisateur sont ici à l'honneur. À noter que l'instrument qui pourrait sembler être un orgue est bien une partie de guitare (a priori en passant par une cabine Leslie).
La reprise de All Along the Watchtower présentée ici est un mix préparatoire (avant le mixage définitif).
The Star's That Play With Laughing Sam's Dice, déjà parue du vivant de Jimi Hendrix comme face B de Burning of the Midnight Lamp en août 1967, est présenté dans la version stéréo où la guitare est mixée très en avant (la même version que celle présente sur Loose Ends).
Midnight est un des derniers titres studio enregistrés par l'Experience (séances des 1er et 3 avril 1969). Alors que cette jam était déjà parue en 1972 dans l'album War Heroes, deux autres prises (à différents stades de son évolution) seront présentes sur Valleys of Neptune en 2010 : Slow Version (14 février 1969) et, plus proche, Trash Man (3 avril 1969).
Bleeding Heart, reprise du classique d'Elmore James est revisitée à la sauce Hendrix. Le 24 mars 1970, Hendrix ne s'est pas contenté de revisiter ce blues sur un tempo rock : la fin de la grille d'accords est originale, et de son cru. Ce titre était déjà paru en 1972 dans l'album War Heroes.
Pali Gap est enregistré le 1er juillet 1970. Cette jam était déjà parue en 1971 dans l'album Rainbow Bridge.
Drifter's Escape est une reprise de Bob Dylan réinterprété par Hendrix. Déjà paru sur Loose Ends, la version présentée ici est différente : Le basic track est identique, mais les parties de guitare diffèrent, même si elles restent toutefois dans un esprit très proche. Il n'y a pas de cow-bell en percussion et le mixage diffère un peu.
Midnight Lightning est enregistré au Record Plant le 23 mars 1970. Très différente des versions enregistrées avec son dernier groupe, Hendrix joue ici dans un registre proche de John Lee Hooker : Hendrix, seul, marque le rythme de son pied, et s'accompagne d'un finger picking magnifié par son phrasé, dont l'absence de saturation permet de saisir la moindre subtilité.

## Réception critique
Dans une critique pour Rolling Stone, David Fricke considérait South Saturn Delta comme une compilation incohérente qui est « moins en désordre » que les albums qui l'ont précédée mais n'explore pas assez profondément les enregistrements d'Hendrix. Robert Christgau a écrit dans Blender, « cela établit la capacité d'écoute du compte-rendu de Hendrix », bien qu'il soit « discographiquement présomptueux ». Le rédacteur en chef d'AllMusic, Stephen Thomas Erlewine, a déclaré que l'album était une tentative de "capturer toute la gamme de la musique de Hendrix à travers une histoire alternative … une collection intelligemment séquencée et écoutable de certaines des meilleures sorties et raretés de Hendrix". James P. Wisdom de Pitchfork a trouvé les chansons pleines de l'adhésion croissante d'Hendrix à la fusion de sons rock, blues et jazz "d'une manière qui n'avait jamais été envisagée".

## Liste des chansons
| No  | Titre                                                   | Enregistrement | Durée |
| --- | ------------------------------------------------------- | --- | ----- |
| 1.  | Look Over Yonder                                        | 22 octobre 1968 aux studios T.T.G., Hollywood                                                                        | 3:25  |
| 2.  | Little Wing (version démo)                              | 14 octobre 1967 aux studios Olympic, Londres                                                                         | 2:44  |
| 3.  | Here He Comes (Lover Man)                               | 29 octobre 1968 aux studios T.T.G., Hollywood                                                                        | 6:33  |
| 4.  | South Saturn Delta                                      | 2 mai 1968 et 14 juin 1968 au Record Plant Studios, New York                                                         | 4:07  |
| 5.  | Power of Soul                                           | 21 janvier 1970 et 3 février 1970 au Record Plant Studios, New York                                                  | 5:20  |
| 6.  | Message to the Universe (Message to Love)               | 28 août 1969 au Hit Factory, New York                                                                                | 6:19  |
| 7.  | Tax Free (Bo Hansson)                                   | 26 janvier 1968 et 28 janvier 1968 aux studios Olympic, Londres, puis 1er mai 1968 au Record Plant Studios, New York | 4:58  |
| 8.  | All Along the Watchtower (Bob Dylan) (version maquette) | 21 janvier 1968 et 26 janvier 1968 aux studios Olympic, Londres                                                      | 4:01  |
| 9.  | The Stars That Play With Laughing Sam's Dice            | 19 juillet 1967 aux studios Mayfair, New York                                                                        | 4:20  |
| 10. | Midnight                                                | 1er avril 1969 et 3 avril 1969 aux studios Olmstead, New York                                                        | 5:32  |
| 11. | Sweet Angel (Angel)                                     | 13 novembre 1967 aux studios Olympic, Londres                                                                        | 3:55  |
| 12. | Bleeding Heart (Elmore James)                           | 24 mars 1970 au Record Plant Studios, New York et juin 1970 aux studios Electric Lady, New York                      | 3:15  |
| 13. | Pali Gap                                                | 1er juillet 1970 aux studios Electric Lady, New York                                                                 | 5:08  |
| 14. | Drifter's Escape (Bob Dylan)                            | 17 juin 1970, 19 juillet 1970, 20 juillet 1970 et 22 août 1970 aux studios Electric Lady, New York                   | 3:05  |
| 15. | Midnight Lightning                                      | 23 mars 1970 au Record Plant Studios, New York                                                                       | 3:07  |